# دهستان جلگه (اسدآباد)
جلگه، دهستانی است از توابع بخش مرکزی شهرستان اسدآباد در استان همدان ایران.

## جمعیت
براساس سرشماری سال ۱۳۸۵ جمعیت آن ۶٬۶۶۹ نفر (۱٬۵۷۴ خانوار) بوده‌است.